# Тистлетвэйт, Морвен

Незаузлёный узел Тистлетвэйта

Морвен Бернард Тистлетвэйт (англ. Morwen Bernard Thistlethwaite; род. 1942) — британский математик, теоретик в области теории узлов и теории групп. Профессор математики университета Теннесси в Ноксвилле. Внёс большой вклад в теорию узлов и теорию группы кубика Рубика.

## Биография
Морвен Тистлетвэйт получил степень бакалавра искусств в Кембриджском университете в 1967, магистра в Лондонском университете в 1968 и PhD (доктора философии) в Манчестерском университете в 1972, где его научным руководителем был Майкл Барат. Он учился игре на фортепиано с Таней Полуниной, Джеймсом Гиббом и Балинтом Вазонием и давал концерты в Лондоне, прежде чем решил посвятить себя карьере математика в 1975. Он учился в Лондонском северном политехническом университете с 1975 по 1978 и в Лондонском университете Саут-Бэнк с 1978 по 1987. Он работал в качестве внештатного профессора в Калифорнийском университета в Санта-Барбаре около года, прежде чем перешёл в Университет в Теннесси, в котором он по настоящее время является профессором. В 2022 года Тистлтуэйт был принят действительным членом Американского математического общества «за вклад в топологию низких размерностей, особенно за разрешение гипотез классической теории узлов Тейта и за табулирование узлов». Сын Тистлетвэйта также математик.

## Работа

### Гипотезы Тэйта
Морвен Тистлетвэйт помог доказать гипотезы Тэйта
1. Приведённые альтернированные диаграммы имеют минимальное число пересечений.
2. Любые две приведенные альтернированные диаграммы заданного узла имеют одинаковое число закрученности.
3. Если даны любые две приведенные альтернированные диаграммы D1 и D2 ориентированного простого альтернированного зацепления D1 может быть преобразована в D2 путём последовательности простых движений, называемых переворачиваниями[англ.]. Гипотеза известна как «гипотеза Тэйта о переворачиваниях».
(адаптирован из MathWorld—A Wolfram Web Resource. http://mathworld.wolfram.com/TaitsKnotConjectures.html)[3]

Морвен Тистлетвэйт вместе с Луисом Кауффманом и Кунио Мурасуги доказал первые две гипотезы Тэйта в 1987. Тистлетвэйт и Уильям Менаско доказали гипотезу Тэйта о переворачиваниях в 1991.

### Алгоритм Тистлетвэйта
Тистлетвэйт знаменит также благодаря его алгоритму сборки кубика Рубика. Алгоритм разбивает состояния кубика Рубика на группы, которые можно получить с помощью определённых ходов. Вот эти группы:
- G0 = <L,R,F,B,U,D>

Эта группа содержит все позиции кубика Рубика.
- G1 = <L,R,F,B,U2,D2>

Эта группа содержит все позиции, которые могут быть достигнуты (с собранного состояния) с помощью вращения на одну четвёртую левой, правой, передней и задней сторон кубика Рубика, но только вращений на пол-оборота верхней и нижней сторон.
- G2 = <L,R,F2,B2,U2,D2>

В этой группе состояния ограничены теми, которые можно получить вращением на пол-оборота передней, задней верхней и нижней сторон кубика и на одну четверть левой и правой граней.
- G3 = <L2,R2,F2,B2,U2,D2>

Состояния этой группы могут быть получены только вращением в пол-оборота всех граней.
- G4 = {I}

Финальная группа содержит только одно состояние — собранный кубик.
Кубик собирается путём движения от группы к группе с помощью ходов, разрешённых для данной группы. Например, перемешанный кубик, скорее всего, находится в состоянии G0. Просматривается таблица возможных перестановок, которые используют вращения на одну четверть, чтобы перевести кубик в группу G1. Теперь вращения на одну четверть верхней и нижней грани запрещаются в последовательностях в таблице и используются вращения из таблицы для получения состояния G2. И так далее, пока кубик не будет собран.

### Нотация Даукера-Тистлетвэйта
Тистлетвэйт вместе с Даукером разработали нотацию Даукера-Тистлетвэйта, обозначение узлов, пригодное для использования в компьютерах и являющееся производным от нотаций Тэйта и Гаусса.